# Wera Iwanowna Zinzius
Wera Iwanowna Zinzius (auch Vera Ivanovna Tsintsius, Vera Ivanovna Cincius, russisch Вера Ивановна Цинциус; * 1903; † 1981) war eine russische Ethnographin und Linguistin, die auf tungusische Sprachen spezialisiert war. Sie arbeitete am Institut für Nordvölker, nach dem Zweiten Weltkrieg arbeitete sie im Linguistischen Institut in Leningrad.

## Werke
- K.M.Myl'nikova, V.I. ZinZius: Materialy po issledovaniju negidal'skogo jazyka. Tungusskij Sbornik I, Leningrad 1931.